# Карефрі (Аризона)
Карефрі (англ. Carefree) — місто (англ. town) в США, в окрузі Марікопа штату Аризона. Населення — 3690 осіб (2020).

## Географія
Карефрі розташоване за координатами 33°49′23″ пн. ш. 111°54′51″ зх. д. / 33.82306° пн. ш. 111.91417° зх. д. (33.823073, -111.914146). За даними Бюро перепису населення США в 2010 році місто мало площу 22,81 км², з яких 22,79 км² — суходіл та 0,02 км² — водойми.

### Клімат
| Клімат : Карефрі                                         | Клімат : Карефрі | Клімат : Карефрі | Клімат : Карефрі | Клімат : Карефрі | Клімат : Карефрі | Клімат : Карефрі | Клімат : Карефрі | Клімат : Карефрі | Клімат : Карефрі | Клімат : Карефрі | Клімат : Карефрі | Клімат : Карефрі | Клімат : Карефрі |
| Показник                                                 | Січ.             | Лют.             | Бер.             | Квіт.            | Трав.            | Черв.            | Лип.             | Серп.            | Вер.             | Жовт.            | Лист.            | Груд.            | Рік              |
| Абсолютний максимум, °C                                  | 28,9             | 30,0             | 36,1             | 38,3             | 42,2             | 47,2             | 47,8             | 45,0             | 42,2             | 38,3             | 33,3             | 26,7             | 47,8             |
| Середній максимум, °C                                    | 16,7             | 18,6             | 20,9             | 25,9             | 31,0             | 36,6             | 38,4             | 37,4             | 34,4             | 28,4             | 21,1             | 16,8             | 28,0             |
| Середній мінімум, °C                                     | 5,1              | 6,4              | 8,2              | 11,3             | 15,7             | 21,0             | 24,2             | 23,7             | 20,9             | 15,3             | 8,7              | 5,2              | 13,8             |
| Абсолютний мінімум, °C                                   | −9,4             | −6,7             | −4,4             | 0,0              | 2,8              | 6,1              | 13,3             | 15,6             | 6,7              | 0,0              | −2,2             | −6,7             | −9,4             |
| Днів з дощем                                             | 5,4              | 4,5              | 5,8              | 2,5              | 1,2              | 0,7              | 4,0              | 4,8              | 3,8              | 3,8              | 3,0              | 3,7              | 43,2             |
| -------------------------------------------------------- | ---------------- | ---------------- | ---------------- | ---------------- | ---------------- | ---------------- | ---------------- | ---------------- | ---------------- | ---------------- | ---------------- | ---------------- | ---------------- |
| Джерело: National Oceanic and Atmospheric Administration |                  |                  |                  |                  |                  |                  |                  |                  |                  |                  |                  |                  |                  |

## Демографія
Згідно з переписом 2010 року, у місті мешкали 3363 особи в 1654 домогосподарствах у складі 1108 родин. Густота населення становила 147 осіб/км². Було 2251 помешкання (99/км²).
Расовий склад населення:
| - 95,5 % — білих - 1,7 % — азіатів - 0,5 % — чорних або афроамериканців - 0,3 % — корінних американців |

До двох чи більше рас належало 1,3 %. Частка іспаномовних становила 2,9 % від усіх жителів.
За віковим діапазоном населення розподілялося таким чином: 10,0 % — особи молодші 18 років, 54,6 % — особи у віці 18—64 років, 35,4 % — особи у віці 65 років та старші. Медіана віку мешканця становила 60,2 року. На 100 осіб жіночої статі у місті припадало 95,0 чоловіків; на 100 жінок у віці від 18 років та старших — 93,4 чоловіків також старших 18 років.
Середній дохід на одне домашнє господарство становив 120 903 долари США (медіана — 93 014), а середній дохід на одну сім'ю — 128 333 долари (медіана — 94 643). За межею бідності перебувало 9,6 % осіб, у тому числі 0,0 % дітей у віці до 18 років та 10,7 % осіб у віці 65 років та старших.
Цивільне працевлаштоване населення становило 1159 осіб. Основні галузі зайнятості: освіта, охорона здоров'я та соціальна допомога — 28,6 %, науковці, спеціалісти, менеджери — 26,7 %, фінанси, страхування та нерухомість — 12,0 %, роздрібна торгівля — 10,9 %.